# Андре Брайтенрайтер
Андре Брайтенрайтер (нім. André Breitenreiter, нар. 2 жовтня 1973, Лангенгаген) — німецький футболіст, що грав на позиції нападника. По завершенні ігрової кар'єри — тренер.

## Клубна кар'єра
Народився 2 жовтня 1973 року в місті Лангенгаген. Розпочинав займатись футболом в ганноверських аматорських клубах «Боруссія» та «Ганновершер». У 1986 році він став гравцем академії клубу «Ганновер 96», а в 1991 році дебютував за основну команду. У 1992 році Брайтенрайтер виграв з клубом Кубок Німеччини, а загалом провів три сезони, взявши участь у 72 матчах Другої Бундесліги.
Своєю грою за цю команду привернув увагу представників тренерського штабу клубу вищого німецького дивізіону «Гамбург», до складу якого приєднався 1994 року. Відіграв за гамбурзький клуб наступні три сезони своєї ігрової кар'єри. Більшість часу, проведеного у складі «Гамбурга», був основним гравцем атакувальної ланки команди.
На початку 1998 року Брайтенрайтер перейшов в інший клуб Бундесліги «Вольфсбург», де не зміг стати основним гравцем і в 1999 році став гравцем «Унтергахінга». З цією командою Андре 2001 року вилетів з Бундесліги, а наступного сезону і з Другої Бундесліги, після чого покинув команду і грав на аматорському рівні спочатку за «Лангенгаген» в Оберлізі Нижньої Саксонії, а потім за «Гессен» в Оберлізі Гессен, четвертому за рівнем дивізіоні Німеччини.

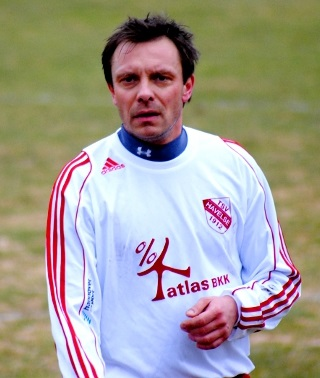
Андре Брайтенрайтер під час виступів за «Гафельзе». Жовтень 2009 року.

З 2003 року став виступати за «Гольштайн» у Регіоналлізі, третьому за рівнем дивізіоні країни, де був капітаном, але не зумів врятувати команду від вильоту до Оберліги у 2007 році, після чого став гравцем іншої команди цього дивізіону «Клоппенбург». З цією командою йому вдалося 2008 року вийти назад до Регіоналліги, але вже у наступному сезоні команда знову опустилась до Оберліги.
У липні 2009 року Брайтенрайтер перейшов до «Гафельзе» з Оберліги, де і закінчив свою ігрову кар'єру влітку 2010 року титулом чемпіона та просуванням до Регіональної ліги Північ.
Всього за кар'єру він зіграв 144 гри у Бундеслізі, забивши 28 голів і 101 гру у Другій Бундеслізі забивши 14 голів. Крім цього грав у Кубку Німеччини (17 ігор, 5 голів), Кубку УЄФА (5 ігор, 2 голи) та Кубку володарів кубків (1 матч).

## Виступи за збірні
Виступав за юнацькі збірні різних вікових категорій. З командою до 20 років був учасником молодіжного чемпіонату світу 1993 року в Австралії, де забив 2 голи у 3 матчах, але не допоміг команді вийти з групи.
Протягом 1995—1996 років залучався до складу молодіжної збірної Німеччини. У її складі став чвертьфіналістом молодіжного чемпіонату Європи 1996 року. Всього на молодіжному рівні зіграв у 6 офіційних матчах, забив 2 голи.

## Кар'єра тренера
24 вересня 2009 року Брайтенрайтер отримав тренерську ліцензію «А». У 2009—2010 роках він працював скаутом в «Кайзерслаутерні» і тренером юнацької команди в клубі «Альтвармбюхен». 2 січня 2011 року Андре став головним тренером клубу «Гафельзе», що виступав в Регіоналлізі «Північ». Він прийняв команду на останньому місці й за підсумками сезону зумів врятувати її від вильоту. У сезоні 2011/12 команда під керівництвом Брайтенрайтера посіла п'яте місце в чемпіонаті та вперше в історії виграла Кубок Нижньої Саксонії. Завдяки цій перемозі клуб виступив в Кубку Німеччини 2012/13, де в першому раунді пройшов «Нюрнберг» (3:2), але програв «Бохуму» (1:3) у другому раунді.
Перед початком сезону 2013/14 Брайтенрайтер очолив клуб Другої Бундесліги «Падерборн 07». У першому ж сезоні під його керівництвом «Падерборн» посів друге місце і вийшов у Бундеслігу. Однак в сезоні 2014/15 команда Брайтенрайтера зайняла останнє місце і вилетіла назад до другої ліги.
12 червня 2015 року Брайтенрайтер став головним тренером «Шальке 04», підписавши контракт до 2017 року. Втім вже 15 травня 2016 року він подав у відставку, після 5-го місця, отриманого в Бундеслізі сезону 2015/16 років.
20 березня 2017 року Брайтенрайтер очолив тренерський штаб клубу «Ганновер 96», з яким у сезоні 2016/17 зайняв 2 місце у Другій Бундеслізі й вийшов з командою до еліти. Там наступного року він завершив сезон на 13 місце, врятувавши команду від вильоту. 27 січня 2019 року Брейтенрейтер був звільнений після поразки 1:5 у грі Бундесліги проти «Боруссії» (Дортмунд), коли «Ганновер 96» перебував у зоні вильоту.

## Титули і досягнення
- Володар Кубка Німеччини (1):

«Ганновер 96»: 1991–92
- Чемпіон Швейцарії (1):

«Цюрих»: 2021–22